# Jugendaustausch
Der Begriff Jugendaustausch bezeichnet organisierte Treffen von Jugendlichen aus verschiedenen Ländern zum Zweck der Völkerverständigung, der Versöhnung oder des interkulturellen Lernens. Synonym sind die Begriffe Jugendbegegnung, internationale Begegnung oder internationaler Austausch. Ein Jugendaustausch kann mit einzelnen Jugendlichen stattfinden, z. B. im Rahmen des individuellen Schüleraustausches. Ein Jugendaustausch kann auch in Gruppen durchgeführt werden, z. B. beim Austausch von Schulklassen mit einer Partnerschule oder in Workcamps (Jugendgemeinschaftsdienste, Jugendlager) im Rahmen von Freiwilligendiensten für Jugendliche oder der nicht-formellen Bildungsarbeit. Der Jugendaustausch ist als internationale Jugendarbeit Teil der Jugendarbeit und damit der Kinder- und Jugendhilfe.

## Geschichte
Geschichtlich geht der Jugendaustausch auf die Wandervogelbewegung der 1920er Jahre zurück und wurde nach dem Zweiten Weltkrieg von der Politik stark gefördert. Kennzeichnend ist hier vor allem die Durchführung des Jugendaustausches in Form eines Workcamps (Jugendgemeinschaftsdienst, Jugendlager). Wichtig waren z. B. die Gründung des Deutsch-Französischen Jugendwerkes, des Internationalen Bundes,  und längerfristigen Friedensdienste z. B. des Service Civil International (SCI), des Interkulturellen Jugendaustauschs (ICYE), der International Farm Youth Exchange (IFYE), der Youth Action for Peace (YAP), der internationalen Jugendgemeinschaftsdienste (ijgd) oder der Aktion Sühnezeichen. Auch der deutsch-amerikanische Austausch, etwa durch den American Field Service, spielt hier als Teil der Re-Education eine Rolle. Parteinahe Jugendorganisationen wie etwa die der SPD nahestehende SJD - Die Falken pflegten ein eigenes Jugendnetzwerk mit politisch nahestehenden Gruppen, das IUSY. Die Falken organisierten seit den 1950ern auch einen informelleren Austausch mit dem blockfreien Jugoslawien.
In der DDR gehörte der Jugend- und Studentenaustausch zu den Eckpfeilern der staatlichen Jugendarbeit in der FDJ. Da dem Reisen, auch ins sozialistische Ausland, größere Hürden in den Weg gestellt wurden, stellte der Jugendaustausch für viele die einzige Möglichkeit dar ins Ausland zu verreisen. Oftmals waren derartige Austausche mit Arbeitseinsätzen verbunden und wurden als Auszeichnungsreise vergeben.
In den 1970er Jahren geriet der bundesdeutsche Jugendaustausch in eine Krise. Die Breitenbachstudie stellte ein wachsendes Auseinanderfallen zwischen dem politischen Anspruch und veralteten Methoden sowie eine gewisse elitäre Geschlossenheit des Gebietes. Die einzigen, die hier positiv herausragten war die Deutsche Sportjugend, die in Folge der Jugendbewegung alle subventionierten Austauschprogramme nutzte, internationale Jugendlager organisierte und sogar einen Austausch mit Japan auf den Weg brachte. In der Folge wurde von den Beteiligten und auch im Hochschulbereich intensiv an einer Weiterentwicklung gearbeitet.
Gleichzeitig entwickelte sich eine Vielzahl von Anbietern, einerseits in Richtung kommerzielle Jugendreisen, andererseits hin zu weiterhin staatlich geförderten Maßnahmen mit pädagogischer Ausrichtung z. T. für spezielle Zielgruppen (Schüler, benachteiligte Jugendliche). Auch im Rahmen von Städtepartnerschaften gibt es nach wie vor eine große Zahl von Projekten. Längst nicht alle Teilnehmer hatten aber Völkerverständigung als Ziel, wenn sie ins Ausland reisen. Vielen Eltern ist auch bewusst, dass Auslandserfahrung für den Erfolg im späteren Berufsleben ihrer Kinder bedeutsam ist.

## Entwicklungen seit 1990
Seit den 1990er Jahren gab es einen neuen Aufschwung für den Bereich der Jugendbegegnungen, bedingt durch die Öffnung der ehemals sozialistischen Länder. Im Jahr 1991 wird vor diesem Hintergrund das Deutsch-Polnische Jugendwerk gegründet. Heute rückt zunehmend der Spracherwerb ins Zentrum der Aufmerksamkeit. Im Februar 2006 wurde z. B. die Stiftung Deutsch-Russischer Jugendaustausch in öffentlich-privater Partnerschaft gegründet.
Die wissenschaftliche Forschung zum Jugendaustausch hatte in den 1970er-Jahren mit der sogenannten „Breitenbach-Studie“ eine erste Hochphase und erlebte mit dem Beginn des 21. Jahrhunderts wieder einen Aufschwung. Wichtige Forschungsstränge betreffen die Untersuchung von Langzeitwirkungen des Jugendaustauschs, die Evaluation von internationalen Jugendbegegnungen sowie die Frage nach verbesserten Zugängen bislang unterrepräsentierter Gruppen von Jugendlichen.